# István Szabó (kanotist)
István Szabó, född den 15 juni 1950 i Budapest, Ungern, är en ungersk kanotist.
Han tog OS-brons i K-2 1000 meter i samband med de olympiska kanottävlingarna 1976 i Montréal.
Han tog därefter OS-silver i K-2 1000 meter i samband med de olympiska kanottävlingarna 1980 i Moskva.